# Pequeño icosihemidodecacrono
En geometría, el pequeño icosihemidodecacrono es el dual del pequeño icosihemidodecaedro, y es uno de los nueve hemipoliedros. Visualmente es indistinguible del pequeño dodecahemidodecacrono.
Dado que los hemipoliedros tienen caras que pasan por su centro, sus duales tienen sus correspondientes vértices en el infinito; concretamente, en el infinito del plano proyectivo real. En los modelos duales de Magnus Wenninger, se representan con prismas que se cruzan, cada uno de los cuales se extiende en ambas direcciones hasta el mismo vértice en el infinito, para mantener la simetría. En la práctica, los prismas del modelo se cortan en un punto determinado que resulta conveniente para construir un modelo del poliedro manejable. Wenninger sugirió que estas figuras son miembros de una nueva clase de figuras de estelación, a las que denominó estelaciones hasta el infinito. Sin embargo, también sugirió que en sentido estricto no son poliedros, porque su construcción no se ajusta a las definiciones habituales.
El pequeño icosihemidodecaedro tiene seis caras decagonales que pasan por el centro del modelo, por lo que el pequeño icosihemidodecacrono tiene seis vértices en el infinito.